# Michael Wallis

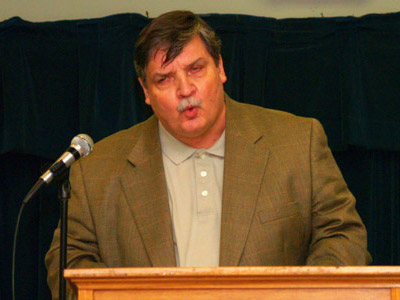
Michael Wallis, 2008.

Michael Wallis (* 7. Oktober 1945 in St. Louis, Missouri) ist ein amerikanischer Journalist, Historiker, Autor und Redner.

## Leben
Nach seinem Abschluss an einer Militärakademie in Alton, Illinois studierte Wallis an der University of Missouri in Columbia. 1978 zog er nach Miami, wo er für das Zeitschriftenmagazin Time arbeitete.
Wallis ist als Verfasser von siebzehn Büchern bekannt, darunter dem Buch Route 66: The Mother Road, in dem es um die Route 66 geht. Des Weiteren sprach er die Rolle des Sheriff in der Cars-Franchise.
Derzeit lebt Wallis mit seiner Frau in Tulsa, Oklahoma.